# Рагби 15 клуб Црвена звезда
Рагби клуб Црвена звезда је угашени рагби јунион клуб из Београда, наследио га је успешни Београдски Рагби Клуб Црвена звезда.

## Историја
Група рагби ентузијаста, предвођена Божидаром Јелићем, августа 2011. године основала је рагби 15 клуб Црвена звезда, поред већ постојећег клуба Црвена звезда за рагби 13. Такмичење је у сезони 2011/12. почео у Б групи Првенства Србије.

## Састав у сезони 2011/12.
Први тим
| Играч            | Позиција               |
| ---------------- | ---------------------- |
| Милош Јоксимовић | Талонер                |
| Милан Смилески   | Талонер                |
| Душан Вештић     | Стуб                   |
| Радослав Алексић | Стуб                   |
| Ристо Елезовић   | Друга линија           |
| Ратко Дринић     | Крило                  |
| Јован Елезовић   | Крилни у трећој линији |
| Игор Димчић      | Чеп                    |
| Бранимир Рељић   | Деми                   |
| Никола Татић     | Отварач                |
| Милош Миланко    | Центар                 |
| Зоран Радека     | Центар                 |
| Стефан Зељкић    | Крило                  |
| Сава Милошевић   | Крило                  |
| Душан Јанузовић  | Крило                  |
| Петар Бућан      | Крило                  |
| Ненад Матејић    | Аријер                 |
| Урош Јовановић   | Аријер                 |